# Bol (Brazza)
Vallo della Brazza (in croato Bol) è la principale località turistica e balneare sull'isola di Brazza, in Croazia.
È una delle località più antiche dell'isola e si trova a sud di essa mentre la sua principale attività economica è il turismo.
Sull'altipiano subito a nord del paese è stato costruito nel 1995 un piccolo aeroporto per mantenere il turismo anche durante la guerra in Jugoslavia.

## Etimologia
Il toponimo croato Bol, come quello italiano Vallo, deriva dal latino "vallum" che sta ad indicare una fortificazione interrata o una trincea. Il termine ha il medesimo significato di quello antico croato "obala" (trincea, argine; oggi nel significato di costa, sponda, riva, spiaggia) e per questo si pensa che il toponimo del paese sia derivato dall'unione dell'appellativo romano "vallum" con quello slavo "obala".

## Monumenti e luoghi d'interesse
Oltre al porto, Vallo della Brazza ha altre attrazioni turistiche, che lo rendono una località molto visitata, soprattutto in estate.
- Il Corno d'Oro (Zlatni Rat): è una spiaggia di sassi a forma di corno, molto amata dai bagnanti e da chi pratica windsurf, che si addentra nel mare per circa 300 metri.
- Il monte San Vito (Vidova Gora): è il monte subito dietro Bol che con i suoi 778 m s.l.m. è il più alto di tutte le isole croate. La cima offre uno stupendo panorama su mezza Dalmazia.
- La grotta dei Draghi vicino a Murvizza (Murvica), sulle cui pareti sono incisi parecchi disegni e la grande incisione del drago è la più impressionante.
- Il monastero domenicano e la annessa chiesa gotico-rinascimentale della Madonna della Pietà entrambi del XV secolo.
- Il lapidario dove sono conservate le fondamenta e gli affreschi di una chiesa tardo-antica VII secolo.
- Il mulino a vento del XIX secolo.
- Il castello della famiglia Vusio del XVII/XVIII secolo.
- La chiesa di Santa Lucia del XVIII secolo.
- La casa nella casa del XVIII secolo.
- La chiesa barocca di San Giuseppe del XVIII secolo.
- Palazzo Lode costruito nel XVIII secolo con la loggia del XIX secolo.
- La villa gotica fortificata del XV/XVI secolo.
- La chiesa di San Pietro e Paolo del XVI/XVII secolo.
- La casa borghese costruita nel 1893.
- La chiesa parrocchiale della Madonna del Carmelo del XVII/XVIII secolo.
- La chiesa di Sant'Antonio (San Bernardino) del XVI secolo.
- La chiesa di San Giovanni e Teodoro del XI secolo.
- La cisterna della villa romana del II/III secolo in prossimità del Corno d'Oro.
- L'edificio della prima cooperativa vinicola dalmata che fu fondata agli inizi del Novecento.
- Il palazzo rinascimentale-barocco veneziano del XVII secolo di fronte al porto dove è ospitata la galleria d'arte contemporanea "Branko Dešković".

## Società

### La presenza autoctona di italiani
Vi fu una comunità di italiani autoctoni che rappresentano una minoranza residuale di quelle popolazioni italofone che abitarono per secoli la penisola dell'Istria e le coste e le isole del Quarnaro e della Dalmazia, territori che furono della Repubblica di Venezia.
Secondo il censimento austriaco del 1880 erano presenti 144 italiani che risultarono diminuiti nel censimento del 1890 con 47 italiani e quello del 1900 con 42 italiani.

## Geografia antropica

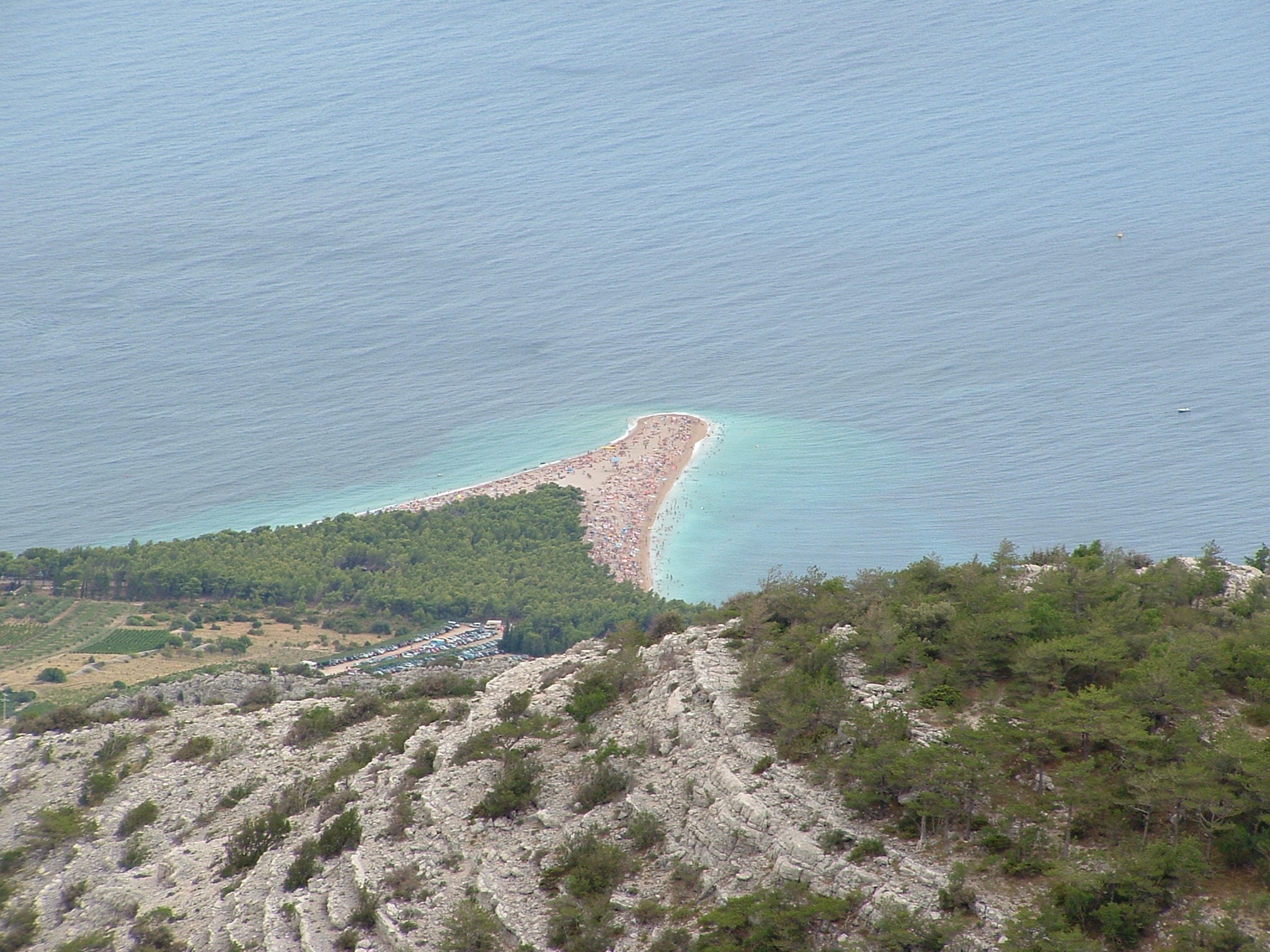
La spiaggia del Corno d'Oro (Zlatni Rat) vista dal monte San Vito)

### Località
Il comune di Bol è suddiviso in 2 frazioni (naselja):
- Murvizza[1] (Murvica)
- Vallo della Brazza[5] (Bol), sede comunale